# San Lorenzo Segundo Cuartel
San Lorenzo Segundo Cuartel är en ort i Mexiko.   Den ligger i kommunen Tlalpujahua och delstaten Michoacán de Ocampo, i den sydöstra delen av landet, 120 km väster om huvudstaden Mexico City. San Lorenzo Segundo Cuartel ligger 2 650 meter över havet och antalet invånare är 356.
Terrängen runt San Lorenzo Segundo Cuartel är kuperad. Runt San Lorenzo Segundo Cuartel är det ganska tätbefolkat, med 179 invånare per kvadratkilometer. Närmaste större samhälle är El Oro de Hidalgo, 5,5 km öster om San Lorenzo Segundo Cuartel. Trakten runt San Lorenzo Segundo Cuartel består till största delen av jordbruksmark.